# Perzinfotel
Perzinfotel je léčivo fungující jako antagonista NMDA receptoru. Má neuroprotektivní účinky, tato vlastnost byla zkoumána ohledně využití při léčbě cévní mozkové příhody, ale nemá analgetické účinky.
Perzinfotel se ukázal jako bezpečnější než dříve používaná léčiva, ale další jeho výzkum byl zastaven.
Protože je biodostupnost perzinfotelu při ústním podání jen 3-5 %, tak byla vyvinuta příslušná proléčiva.